# Sant Martí del Morell
Sant Martí del Morell és un monument del municipi del Morell inclòs en l'Inventari del Patrimoni Arquitectònic de Catalunya. L'església de Sant Martí del Morell és una construcció barroca que presenta les següents característiques estructurals: té només una nau i capelles laterals comunicades entre elles. La nau es cobreix amb volta de canó amb llunetes, però les capelles ho fan amb voltes d'aresta. La capçalera està clarament delimitada.
Pel que fa a la façana, destaca la decoració floral dels esgrafiats que la cobreixen, que només trobem a aquí, ja que no n'hi ha a la resta de murs, on les parets estan emblanquinades i mostren uns contraforts senzills que delimiten les capelles i són la sustentació de l'església. La porta principal presenta una porta amb llinda adovellada, emmarcada per pilastres toscanes i frontó triangular partit. Damunt, hi ha una fornícula amb la imatge del patró i, més dalt, un rosetó com un sol. L'edifici està coronat amb un frontó triangular emmarcat per una motllura que el guarneix i un ull de bou al centre. Hi ha dues petites finestres a banda i banda de la façana.
Destaca la torre-campanar a la dreta de la façana possiblement de data posterior i que la seva fàbrica és amb maons i petits arquets al cos de les campanes.

## Història
L'església de Sant Martí va ser una sufragània de la parròquia de Vilallonga fins al 1772, en què es produeix la segregació degut a la potència demogràfica que assolí la vila a la segona meitat del xviii. El 2 d'abril del 1765 s'acabà l'església del Morell. Tretze anys després, es construiria el nou castell, i tot plegat donaria un nou estil a l'estructura urbana. Aquesta església es construí damunt les restes d'una anterior que a la vegada havia substituït a la més primitiva de totes.